# Liste des évêques de Lausanne, Genève et Fribourg
Pour un article plus général, voir Diocèse de Lausanne, Genève et Fribourg.
Cette page donne la liste des évêques du diocèse de Lausanne, Genève et Fribourg ainsi que des précédents diocèses historiques rattachés actuellement à ce dernier : le diocèse d'Avenches, le diocèse de Lausanne et le diocèse de Lausanne et Genève.

## Évêques de Vindonissa
- Bubulcus (517-535)
- Grammatius (535-549)

## Évêques d'Avenches
- 573 — 581 : Marius d'Avenches (v. 530-31/12/594)[1],[2]

## Évêques de Lausanne 581-1536
- 581 — 594 : Marius d'Avenches (v. 530-31/12/594), 20 ans et 8 mois, évêque de Lausanne (mai 573 à décembre 594)[1],[3].
- Arricus 639-654.
- Protais vers 652, saint, dit aussi saint Prex[4].
- Chilmegiselus vers 670.
- Udalricus 690.
- Fredarius 814-825.
- David vers 827-850[5].
- Hartmannus 852-878.
- Hieronimus 878-892.
- Boson/Boso 892-927[6].
- Libo 927-932.
- Bero 932-947.
- Magnerius 947-968[7].
- Eginolfus 968-985[8].
- Henri de Bourgogne 985-1018[9].
- Hugues de Bourgogne v.1018-1037[10].
- Henri de Lenzbourg 1039-1051/56[11].
- Burcard d'Oltigen (Burchard) 1056-1089[12].
- Lambert de Grandson 1089-1090[13].
- Conon de Fenis 1090-1103/07.
- Gérold de Faucigny 1105-1126/34[14].
- Guy de Maligny ou de Marlaniaco 1134-1143
- Amédée de Clermont dit de Lausanne 1145-1159
- Landri de Durnes 1160-1174
- Roger de Vico Pisano 1178-1212
- Berthold de Neuchâtel 1212-1220
- Gérard de Rougemont 1220-1221
- Guillaume d'Ecublens 1221-1229
- Boniface Clutinc ou Saint Boniface de Lausanne 1231-1239
- Jean de Cossonay 1240-1273
- Guillaume de Champvent 1273-1301
- Gérard de Vuippens 1302-1309
- Othon de Champvent 1309-1312
- Pierre d'Oron 1313-1323
- Jean de Rossillon 1323-1341
- Jean III de Bertrand 1341-1342[15] ;
- Geoffroi de Vayrols 1342-1347
- François Prévôt (Prévost, Proust), dit de Montfaucon, probablement les Prévôt de Virieu, 1347-1354[16],[17].
- Aymon de Cossonay 1355-1375
- Guy de Prangins 1375-1394, descendant de la Famille de Cossonay[18].
- Aymon Séchal administrateur, 1394-1394
- Guillaume de Menthonay 1394-1406
- Guillaume de Challant 1406-1431
- Louis de la Palud 1431-1433
- Jean de Prangins 1433-1440, (nommé évêque d'Aoste en 1440).
- Georges de Saluces 1440-1461
- Guillaume de Varax 1462-1466
- Jean Michel (de) 1466-1468
- Barthélemy Chuet, administrateur 1469-1472
- Julien de Rovère, 1472-1473[19], futur pape Jules II, 1503-1513,
- Benoît de Montferrand 1476-1491
- Aymon de Montfalcon 1491-1517
- Sébastien de Montfalcon 1517-1536

## Évêques en exil 1536-1609
- Sébastien de Montfalcon 1536-1560[20]
- Claude-Louis Alardet 1560-1561
- Antoine de Gorrevod 1562-1598
- Jean Doroz 1600-1607
- siège vacant (1607-1610)

## Évêques de Lausanne 1609-1814
- Jean de Watteville O.Cist. 1610-1649[21]
- Jost Knab 1652-1658[22]
- Siège vacant, administrateur apostolique : Henri Fuchs 1658-1662[23]
- Jean-Baptiste de Strambino o.f.m. 1662-1684[24]
- Pierre de Montenach 1688-1707[25]
- Jacques Duding 1707-1716[26]
- Claude-Antoine Duding 1716-1745[27]
- Joseph-Hubert de Boccard 1746-1758[28]
- Joseph-Nicolas de Montenach 1758-1782[29]
- Bernard-Emmanuel de Lenzbourg (de) OCist 1782-1795[30]
- Jean-Baptiste d'Odet 1796-1803[31]
- Joseph-Antoine Maxime Guisolan OFM Cap.  1804-1814[32]

## Évêques de Lausanne et Genève dès 1821
- Pierre-Tobie Yenni (1815-1845)[33]
- Étienne Marilley (1846-1879)[34]
- Christophore Cosandey (1879-1882)
- Gaspard Mermillod (1883-1891)
- Joseph Déruaz (1891-1911)
- André-Maurice Bovet (1911-1915)
- Placide Colliard (1915-1920)

## Évêques de Lausanne, Genève et Fribourg dès 1924
- Marius Besson (1920-1945)
- François Charrière (1945-1970)
- Pierre Mamie (1970-1995)
- Amédée Grab (1995-1998)
- Bernard Genoud (1999-2010)
- Charles Morerod, o.p. (2011-présent)